# آرند پایفر
آرند پایفر (آلمانی: Arnd Peiffer؛ زادهٔ ۱۸ مارس ۱۹۸۷) یک ورزشکار ورزش دوگانه اهل آلمان است.